# Szokoli járás

A Szokoli járás a Vologdai területen

A Szokoli járás (oroszul Сокольский муниципальный район) Oroszország egyik járása a Vologdai területen. Székhelye Szokol.

## Népesség
- 1989-ben 17 585 lakosa volt.
- 2002-ben 14 951 lakosa volt, akik főleg oroszok.
- 2010-ben 12 947 lakosa volt.